# Jeanne Trimborn
Jeanne Trimborn, née le 12 février 1862 à Verviers, en Belgique et morte le 2 août 1919  à Unkel, est une figure importantes du mouvement féministe catholique allemand avant la Première Guerre mondiale.

## Biographie
Jeanne Mali est née le 12 février 1862 à Verviers où son père est drapier. Le 6 juin 1884, elle épouse Karl Trimborn (de) avocat et homme politique allemand du parti Zentrum,. Ils ont une fille, Clary.
À partir de 1898, Jeanne Trimborn commence à s'impliquer dans des associations catholiques. 
Cette année là, elle fonde l'Association catholique de protection des jeunes filles (Katholisches Mädchenschutzverein, devenu IN VIA) dans le but de structurer et l'action des Œuvres de gare (de) qui accueille les jeunes femmes arrivant de la campagne pour trouver du travail et lui donner les moyens d'exercer une influence sociale et politique,.
Elle est membre du Conseil d'administration de l'Association des femmes catholiques allemandes fondée en 1903, aux côtés de Marita Loersch et Agnes Neuhaus, pendant de nombreuses années et jusqu'à peu de temps avant sa mort. Elle en dirige également la commission des œuvres caritatives.
Jeanne Trimborg est aussi présidente de la Fédération des Associations catholiques de protection des jeunes filles (Verband der katholischen Mädchenschutzvereine) et de l’Association des assistantes commerciales et employées catholiques d’Allemagne (Verband Katholischer Kaufmännischer Gehilfinnen und Beamtinnen Deutschlands) où sont aussi engagées Emilie Hopmann et Minna Bachem-Sieger.